# Sinkwerk

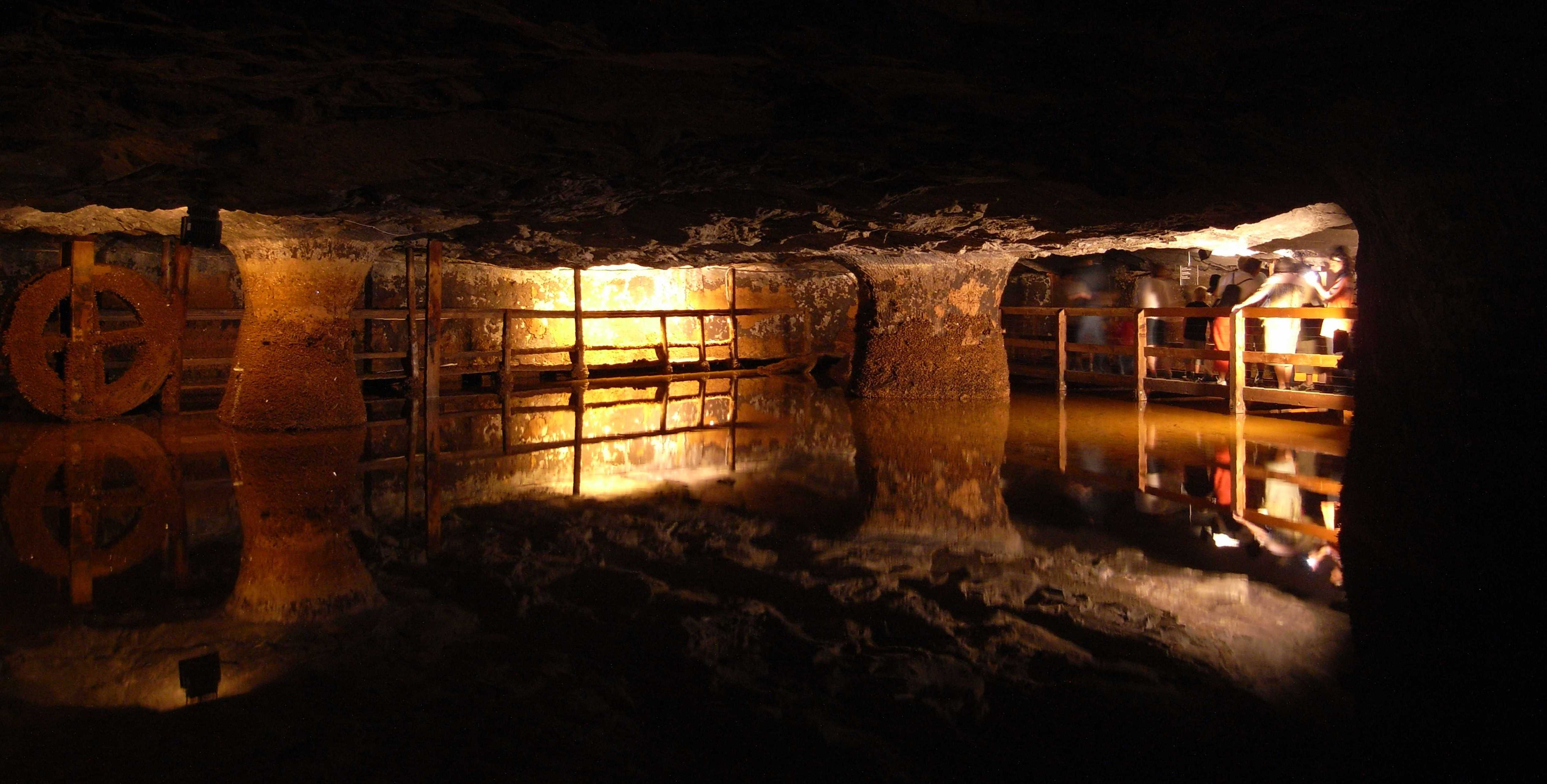
Sinkwerk im Salzbergwerk Bex

Ein Sinkwerk, auch Laugwerk, Normalwerk oder einfach nur Werk genannt, ist eine Anlage zur Gewinnung von Kochsalz im nassen untertägigen Bergbau. Es besteht aus einem in Steinsalz oder Steinsalz führendes Gebirge gehauenem Hohlraum, der mit Süßwasser gefüllt wird. Durch das Süßwasser wird das Salz aus dem Gestein ausgelaugt und bildet mit dem Wasser Sole. Die gesättigte Sole wird abgepumpt und in Salinen zu Kochsalz gesiedet. Der nasse Salzbergbau erfolgt heute vorwiegend nicht mehr in Sinkwerken, sondern in Bohrspülwerken.

## Grundlagen
Das Sinkwerk ist eine der ältesten Methoden zur Salzgewinnung aus untertägigen Salzstöcken. Das Verfahren ähnelt der Entstehung natürlicher Solequellen. Man nutzt hierbei zur Salzgewinnung die Löslichkeit des Salzes in Wasser aus. Angewendet wird bzw. wurde, bis zur Aufgabe einiger der folgenden Salinen oder der Umstellung auf das Bohrspülverfahren, die Methode in den meisten Salzbergwerken der Alpen, z. B. in Berchtesgaden, Hallein, Altaussee, Bad Ischl oder den Schweizer Salinen im Haselgebirge. Das Haselgebirge ist ein teilweise kochsalzhaltiges Gebirge, das mit Gips, Ton und Anhydrit vermischt ist. Aus diesem mit Verunreinigungen versehenen Salzlager wird das Salz gewonnen, indem es durch Auslaugen mit zugeführtem Wasser aus dem Felsen gelöst wird. Anschließend wird aus der Sole das Kochsalz im Salinenbetrieb wieder ausgeschieden. Neben dem konventionellen Verfahren der Solegewinnung mittels Sinkwerken erfolgt seit Mitte der 1960er-Jahre die Solegewinnung mittels Bohrspülwerken. Das Verfahren ist wirtschaftlicher als das konventionelle Herstellungsverfahren.

## Sinkwerktypen
Bei einem Sinkwerk handelt es sich um eine untertägige räumlich definierte Kammer. Die Seitenwände dieser Kammer bezeichnet der Bergmann als Ulmen oder Werksulmen. Die untere Begrenzungsfläche des Sinkwerks nennt man Sohle. Die Firste des Sinkwerks bezeichnet der Bergmann als Himmel. Grundsätzlich unterscheidet man zwischen zwei Typen von Sinkwerken, den Schöpfwerken und den Ablasswerken. Die beiden Typen unterscheiden sich im Wesentlichen durch die Gewinnung der Sole. Schöpfwerke sind die älteste Bauform von Laugwerken. Man unterscheidet bei den Schöpfwerken zwischen dem einfachen Schöpfwerk und dem Schöpfwerk mit Pütte. Bei diesen Werken wird die gesättigte Sole mittels Kübeln oder Tonnen geschöpft und dann zur Weiterverarbeitung gebracht. Ablasswerke sind eine technische Weiterentwicklung des Schöpfwerks. Bei ihnen wird die gesättigte Sole zwecks Weiterverarbeitung über einen Auslauf abgelassen. Diese Technik wurde seit Anfang des 17. Jahrhunderts in den Salzbergwerken verwendet. Mit der Entwicklung der Ablasswerke wurde die Salzgewinnung mittels Schöpfwerk nicht mehr verwendet.

## Erstellen des Werks
Zunächst muss die Lagerstätte vorgerichtet werden. Hierzu werden in der Lagerstätte mehrere übereinanderliegende Stollen oder Strecken aufgefahren. Diese Hauptstrecken werden über tonnlägige Schächte miteinander verbunden. Anschließend wird von der Hauptstrecke ausgehend ein rechtwinkliger Querschlag so aufgefahren, dass das Ort der Strecke etwa 70 bis 80 Lachter von der Hauptstrecke entfernt ist. Von diesem Querschlag ausgehend werden mehrere zwischen einem und acht Lachter lange, sich kreuzende Örter so aufgefahren, dass die Grundfläche so ähnlich wie beim Örterbau in Pfeiler zerteilt wird. Die einzelnen Querschläge und Örter werden mit einer Höhe von zwei Metern erstellt. Durch die unterschiedlich langen Örter entsteht eine etwa elliptische Grundfläche. Von einer darüberliegenden Sohle wird eine schräg einfallende Strecke, die der Bergmann Ankehrschurf oder Ankehrschachtricht nennt, bis in den Querschlag aufgefahren. In der gleichen Weise werden auf jeder Sohle mehrere Sinkwerke erstellt. Zwischen den einzelnen Sinkwerken bleibt ein Sicherheitspfeiler stehen.
Anschließend wird die Hauptstrecke an den Enden der einzelnen Querschläge jeweils mit einer Dammkonstruktion verschlossen. Diese Dammkonstruktion, die auch Wehr genannt wird, wird so platziert, dass eine Befahrung der darüberliegenden Sinkwerke noch möglich ist.  In das Wehr werden Rohre mit verschließbaren Hähnen eingebaut, über die später die Sole abgelassen werden kann. Anschließend wird über den Ankehrschurf das Süßwasser in den Hohlraum eingeleitet. Die Sinkwerke werden immer zuerst auf der oberen Sohle erstellt, anschließend auf der unteren. Sinkwerke, die nach diesem Verfahren erstellt werden, erreichen im Laufe der Jahre eine Abbauhöhe von bis zu 30 Metern.

### Das Wehr
Die Wehre werden auf verschiedene Arten konstruiert, es gibt stehende oder liegende Wehre, aber auch Kombinationen aus beiden Arten. Oftmals wird ein Wehr (in Österreich Wöhre) aus zwei Dämmen erstellt. Die Dämme werden in dem Querschlag, der zum Sinkwerk führt, so platziert, dass sich der hintere Damm unmittelbar am Übergang zwischen Querschlag und Sinkwerk befindet. Der vordere Damm, der auch Flügel oder Kränzel genannt wird, befindet sich in einem Abstand von zwei Lachtern vom hinteren Damm. Der zwei Lachter lange Zwischenraum zwischen den beiden Dämmen wird Langofen genannt. Der Langofen wird mit einer wasserdichten Auskleidung gegen Auslaugung geschützt. Der Langofen und die beiden Dämme werden zusammen als Wehrwerk bezeichnet. Da nach längerer Gebrauchszeit des Sinkwerks die Dämme aufgrund von Überalterung undicht oder locker werden können, wird der Querschlag, in dem das Wehrwerk eingebaut wurde, so lange aufgefahren, dass ein neues Wehr erstellt werden kann. Da das Wehr einem bestimmten Druck widerstehen muss, wird bei der Erstellung des Wehres auf größtmögliche Festigkeit und größtmögliche Sicherheit geachtet. Außerdem wird das Wehr so konstruiert, dass nach Fertigstellung des Wehres die Sole ungehindert ablaufen kann.

#### Verwendete Materialien
Als Materialien für die Dämme und die Auskleidung des Langofens werden Holz und spezielle Tone verwendet. Je nach Konstruktion werden Vierkanthölzer mit einer Kantenlänge von 10 bis 14 Zoll verwendet. Zum Abdichten wird der bei der Auffahrung hereingewonnene Ton oder Lette verwendet. Die Lette wird zerkleinert und in einem Behälter mit gesättigter Sole vermischt. Dieses Gemisch wird solange stehengelassen, bis die Lette keine Sole mehr zieht. Anschließend werden aus dem Brei Kugeln geformt, die dann in der Sonne getrocknet werden. Dieser Prozess ist erforderlich, damit die Lette widerstandsfähiger gegen Auslaugen wird. Der hereingewonnene Ton wird mit Auslaugrückständen aus alten Sinkwerken vermengt und ebenfalls zu Kugeln geformt und getrocknet.

#### Die einzelnen Konstruktionen
Je nach Lage und verwendetem Material unterscheidet man folgende Wehrdämme:
- Lettendammwehr (Lettendammwöhre)

Beim Lettendammwehr wird zunächst an den Stößen und im Bereich von Firste und Sohle ein etwa 8 Zoll tiefer Schlitz erstellt. In den Schlitz wird aus 12- bis 14-zölligen Vierkanthölzern eine Holzkonstruktion eingebaut, die die Form eines ganzen Türstocks hat. Diese Konstruktion wird in der Mitte durch einen Spannriegel befestigt. Hinter diese erste Türstockkonstruktion wird eine zweite Türstockkonstruktion aus 10- bis 12-zölligen Kanthölzern erstellt. Bei beiden Konstruktion werden Hölzer verwendet, in die zuvor mittig eine 7 Zoll breite Falz eingearbeitet wurde. Die Konstruktionen werden so hintereinander eingebaut, dass die Türstockkonstruktion mit den etwas dünneren Vierkanthölzern sich in Richtung zum Sinkwerk befindet. Das so erstellte Lettengerüst wird mit sogenannten Lettenblättern und Holznägeln stabilisiert. In die Falzen werden anschließend 7 Zoll Bohlen eingefügt. Die gesamte Konstruktion wird abschließend mit Letten abgedichtet. Hierfür werden die Letten mit einem sogenannten Letteisen festgestoßen. Lettendämme eignen sich für Salzgebirge, da die Letten sich mit Feuchtigkeit vollsaugen und aufquellen und somit den Damm gut abdichten, in Gips sind sie weniger geeignet.
- Stockdammwehr (Stockdammwöhre)

Das Stockdammwehr wird auf ähnliche Weise konstruiert, jedoch werden hierbei zwei Dämme erstellt, die jeweils halb so breit sind wie der einzelne Lettendamm. Die Holzkonstruktionen werden so fest eingebracht, dass sie aufgrund der Spannung, unter der die Hölzer stehen, auch ohne zusätzliche Abdichtung durch Lette genügend dicht sind. Etwaige Undichtigkeiten werden durch Verkeilen der Hölzer beseitigt.
- Püthendammwehr (Püthendammwöhre)

Beim Püthendammwehr sind die Dämme in horizontaler Lage angebracht. Vorteil dieser Wehre ist, dass sie nicht von Süßwasser umschnitten werden können. Der Langofen ist bei diesen Wehren seiger angebracht. Auch bei diesem Damm werden 12- bis 14-zöllige Vierkanthölzer verwendet, die aus Bundhölzern und sogenannten Quellhölzern zu einer speziellen Holzkonstruktion zusammengebaut werden. Zur Abdichtung werden die Fugen von außen verbeizt, verschoppt und verkittet.
- Püthenstockdammwehr (Püthenstockdammwöhre)

Das Püthenstockdammwehr wird auf ähnliche Weise konstruiert wie das Püthendammwehr.

### Der Wasserzulauf
Der erste Wasserzulauf wird bei konventionell erstellten Sinkwerken so eingestellt, dass das Wasser zunächst nicht bis zur Firste des Sinkwerks reicht. Das Einlassen des Süßwassers in das Sinkwerk bezeichnet der Bergmann als Ankehren. Dies ist erforderlich, damit zunächst die einzelnen Pfeiler ausgelaugt werden. Wenn die Pfeiler ausgelaugt sind, wird das Sinkwerk bis zur Firste mit Wasser aufgefüllt. Der Zeitraum, in dem dieser Vorgang abläuft, wird als Ankehrperiode oder Füllperiode bezeichnet. Durch das Auslaugen des Gesteins werden auch die Verunreinigungen wie Sand, Kalk, Gips und Ton herausgelöst. Da sie sich nicht im Wasser auflösen, sinken diese Verunreinigungen allmählich auf den Boden des Sinkwerks. Die Konzentration der Sole steigt kontinuierlich an.
Für das weitere Vorgehen unterscheidet man zwei Verfahren: die intermittierende (unterbrochene) Wässerung und die kontinuierliche (ununterbrochene) Wässerung.
Bei der intermittierenden Wässerung wird nach der ersten kompletten Füllung des Sinkwerkes kein weiteres Wasser nachgefüllt. Sobald die Sole gesättigt ist, wird sie nach vorheriger Klärung in sogenannte Abseihekästen abgelassen. Nun wird die Sohle des Sinkwerks vom Laist gereinigt und das Wehr, falls erforderlich, überarbeitet. Anschließend füllt man das Sinkwerk mit neuem Süßwasser. Im Laufe der Nutzung erweitert sich so der Durchmesser des Sinkwerkes von 30 bis 40 Meter auf 100 Meter.
Bei der kontinuierliche Wässerung wird im hinteren Teil des Sinkwerkes ständig Süßwasser eingelassen und im gleichen Maße Sole über die Rohre abgeleitet. Die Höhe des Wasserstandes muss dabei regelmäßig kontrolliert werden, damit nicht zu viel oder zu wenig Wasser im Sinkwerk vorhanden ist. Dabei wird darauf geachtet, dass die Sole stets die Firste berührt. Dadurch wirkt das Süßwasser nur am Himmel, sodass die Auslaugung nur dort und nicht an den Ulmen erfolgt. Der Bergmann nennt diese Vorgehensweise auch Himmelverätzung. Würde man zu wenig Wasser im Sinkwerk halten, greift das Wasser nur die Ulmen an und verbreitert das Sinkwerk. Wenn zu viel Wasser in das Sinkwerk eingeleitet wird, dringt dieses zu tief in die Firste ein. Dies wiederum bewirkt das die Schichten abgelöst werden und auf die Sohle fallen und nicht für die Erhöhung des Salzgehaltes der Sole genutzt werden. Der Bergmann bezeichnet dieses dann als Überhimmel. Bei dieser Betriebsweise erreicht die Firste der Sinkwerke eine Fläche von bis zu 10.000 m².

## Betrieb
Sinkwerke können zwischen fünf und zehn Jahren genutzt werden. Der Betrieb eines Sinkwerks endet sobald es das Niveau erreicht hat, von dem es betrieben wird. Wie oft ein Sinkwerk bei intermittierender Wässerung angelassen werden kann, ist abhängig vom Salzgehalt der Lagerstätte und von der Größe des Sinkwerks. Kleinere Sinkwerke werden mehrmals pro Jahr angelassen, größere Sinkwerke stehen oft bis zu einem Jahr, teilweise auch länger. Wichtig für eine optimale Nutzung ist die geregelte Wasserwirtschaft, damit nicht zu viel Pfeiler stehen bleiben, die nicht ausgelaugt sind. Jedes Sinkwerk muss so angelegt sein, dass es mit den Hauptstrecken in Verbindung steht. Damit das Gebirge nicht zusammenbricht, dürfen keine Sinkwerke übereinander angelegt werden. Bei optimaler Auslegung wächst das Sinkwerk täglich um einen Zentimeter nach oben.